# 1971년 일본 프로 야구 올스타전
1971년 일본 프로 야구 올스타전은 1971년 7월 17일과 7월 19일, 7월 20일에 열린 일본 프로 야구의 올스타전 경기이다.

## 개요
전년도 일본 시리즈를 6번째 연속으로 정상에 오른 요미우리 자이언츠의 가와카미 데쓰하루 감독이 센트럴 리그 올스타팀을 지휘했고 10년 만에 퍼시픽 리그 우승을 이끈 롯데 오리온스의 노닌 와타루 감독이 퍼시픽 리그 올스타팀을 지휘했다.
1차전, 에나쓰 유타카(한신)에 의한 9자 연속 탈삼진이 공을 세워 5대 0으로 센트럴 올스타팀이 선승을 거뒀고 우천으로 하루 연기된 2차전에서는 반대로 각 팀의 에이스 투수를 투입한 퍼시픽 올스타팀이 센트럴 올스타팀을 2피안타로 완봉 승리를 거뒀다. 3차전에서는 경기 초반에 퍼시픽 올스타인 하리모토 이사오(도에이)와 센트럴 올스타 나가시마 시게오(요미우리)에 의한 홈런이 나왔지만 그 이후에는 없었다. 1점 더 뽑은 퍼시픽 올스타팀이 승리했다.

### 에나쓰의 9자 연속 탈삼진
에나쓰는 그해 전반기에서 부진(1971년 성적은 15승 14패)을 겪었지만 팬 투표로 선출됐다. 1차전 선발 투수로 등판한 에나쓰는 1회말에 퍼시픽 올스타 1번 아리토 미치요(롯데), 2번 모토이 미쓰오(니시테쓰), 3번 나가이케 도쿠지(한큐)로부터 연속 삼진을 빼앗았다. 그 직후 2회초에 2사 1, 3루 상황에서 타석에 들어선 에나쓰는 퍼시픽 올스타 선발인 요네다 데쓰야(한큐)로부터 3점 홈런을 때려내며 경기의 흐름을 타더니 그 뒤 리그 수위 타자인 4번 에토 신이치(롯데)에게서도 삼진을 빼앗았고 도이 마사히로(긴테쓰), 히가시다 마사요시(니시테쓰) 등 퍼시픽 리그 강타자의 방망이가 연속으로 허공을 갈랐다. 그리고 3회말에도 7번 사카모토 도시조(한큐), 8번 오카무라 고지(한큐) 등을 연달아 삼진 처리했고 요네다의 대타인 가토 히데지(한큐)가 타석에 들어서자, 가토를 삼진 처리하는 등 에나쓰는 9자 연속 탈삼진 기록을 달성하여 마운드를 내려갔다.
그 후 센트럴 올스타팀은 필승조를 투입, 와타나베 히데타케(요미우리) - 다카하시 가즈미(요미우리) - 미즈타니 히사노부(주니치) - 고타니 다다카쓰(다이요)의 계투 릴레이를 펼친 끝에 퍼시픽 올스타팀을 16개의 탈삼진과 무안타로 막아냈다.
전원 탈삼진을 목표로 계속 던진 에나쓰는 포수 파울 플라이를 처리하려고 했던 다부치 고이치에게 ‘잡지 말아라!’라고 전해졌지만 훗날 에나쓰는 자신의 저서에서 이 상황을 ‘(관중석에 떨어질 것이니)따라가지 마!’라고 외쳤다고 밝혔다.

## 출장 선수
| 센트럴 리그 | 센트럴 리그       | 센트럴 리그 | 센트럴 리그 |
| ----------- | ----------------- | ----------- | ----------- |
| 감독        | 가와카미 데쓰하루 | 요미우리    |             |
| 코치        | 무라야마 미노루   | 한신        |             |
| 코치        | 벳토 가오루       | 다이요      |             |
| 투수        | 에나쓰 유타카     | 한신        | 5           |
| 투수        | 호리우치 쓰네오   | 요미우리    | 5           |
| 투수        | 마쓰오카 히로무   | 야쿠르트    | 첫 출장     |
| 투수        | 시부야 유키하루   | 주니치      | 첫 출장     |
| 투수        | 이토 히사토시     | 주니치      | 첫 출장     |
| 투수        | 미즈타니 히사노부 | 주니치      | 첫 출장     |
| 투수        | 다카하시 가즈미   | 요미우리    | 3           |
| 투수        | 와타나베 히데타케 | 요미우리    | 2           |
| 투수        | 히라마쓰 마사지   | 다이요      | 3           |
| 투수        | 고타니 다다카쓰   | 다이요      | 첫 출장     |
| 투수        | 오이시 야타로     | 히로시마    | 3           |
| 포수        | 오야 아키히코     | 야쿠르트    | 첫 출장     |
| 포수        | 다부치 고이치     | 한신        | 3           |
| 포수        | 기마타 다쓰히코   | 주니치      | 2           |
| 1루수       | 오 사다하루       | 요미우리    | 12          |
| 2루수       | 다케가미 시로     | 야쿠르트    | 4           |
| 3루수       | 나가시마 시게오   | 요미우리    | 14          |
| 유격수      | 구로에 유키노부   | 요미우리    | 4           |
| 내야수      | 기누가사 사치오   | 히로시마    | 첫 출장     |
| 내야수      | 구니사다 야스히로 | 히로시마    | 3           |
| 내야수      | 후지타 다이라     | 한신        | 4           |
| 내야수      | 마쓰바라 마코토   | 다이요      | 6           |
| 외야수      | 야자와 겐이치     | 주니치      | 2           |
| 외야수      | 후쿠토미 구니오   | 야쿠르트    | 첫 출장     |
| 외야수      | 다카다 시게루     | 요미우리    | 4           |
| 외야수      | 미즈타니 지쓰오   | 히로시마    | 첫 출장     |
| 외야수      | 시바타 이사오     | 요미우리    | 8           |
| 외야수      | D. 로버츠         | 야쿠르트    | 3           |

| 퍼시픽 리그 | 퍼시픽 리그       | 퍼시픽 리그 | 퍼시픽 리그 |
| ----------- | ----------------- | ----------- | ----------- |
| 감독        | 노닌 와타루       | 롯데        |             |
| 코치        | 노무라 가쓰야     | 난카이      |             |
| 코치        | 이와모토 다카시   | 긴테쓰      |             |
| 투수        | 오타 고지         | 긴테쓰      | 2           |
| 투수        | 기타루 마사아키   | 롯데        | 3           |
| 투수        | 무라타 조지       | 롯데        | 첫 출장     |
| 투수        | 나리타 후미오     | 롯데        | 6           |
| 투수        | 무라카미 마사노리 | 난카이      | 첫 출장     |
| 투수        | 스즈키 게이시     | 긴테쓰      | 6           |
| 투수        | 아다치 미쓰히로   | 한큐        | 4           |
| 투수        | 야마다 히사시     | 한큐        | 첫 출장     |
| 투수        | 요네다 데쓰야     | 한큐        | 13          |
| 투수        | 미나가와 야스오   | 도에이      | 첫 출장     |
| 투수        | 가네다 도메히로   | 도에이      | 3           |
| 포수        | 노무라 가쓰야     | 난카이      | 15          |
| 포수        | 다이고 다케오     | 롯데        | 4           |
| 포수        | 오카무라 고지     | 한큐        | 6           |
| 1루수       | 시마모토 고헤이   | 난카이      | 첫 출장     |
| 2루수       | 오시타 쓰요시     | 도에이      | 3           |
| 3루수       | 아리토 미치요     | 롯데        | 2           |
| 유격수      | 다카하시 히로시   | 난카이      | 첫 출장     |
| 내야수      | 에토 신이치       | 롯데        | 11          |
| 내야수      | 모토이 미쓰오     | 니시테쓰    | 2           |
| 내야수      | 사카모토 도시조   | 한큐        | 4           |
| 외야수      | 이케베 이와오     | 롯데        | 4           |
| 외야수      | 히가시다 마사요시 | 니시테쓰    | 첫 출장     |
| 외야수      | 도이 마사히로     | 긴테쓰      | 8           |
| 외야수      | G. 올트먼         | 롯데        | 2           |
| 외야수      | 나가이케 도쿠지   | 한큐        | 5           |
| 외야수      | 가토 히데지       | 한큐        | 첫 출장     |
| 외야수      | 하리모토 이사오   | 도에이      | 12          |

- 굵은 글씨는 팬 투표로 선출된 선수.

## 올스타전 경기 결과

### 1차전

#### 스코어
| 팀 | 1 | 2 | 3 | 4 | 5 | 6 | 7 | 8 | 9 | R | H | E |
| 센트럴                                                                                                   | 0 | 4 | 0 | 0 | 0 | 0 | 1 | 0 | 0 | 5 | 6 | 2 |
| 퍼시픽                                                                                                   | 0 | 0 | 0 | 0 | 0 | 0 | 0 | 0 | 0 | 0 | 0 | 0 |
| 승리 투수: 에나쓰 유타카(한신) 패전 투수: 요네다 데쓰야(한큐) 홈런: 센트럴 – 에나쓰 유타카(한신·2회 3점) |   |   |   |   |   |   |   |   |   |   |   |   |

#### 출장 선수
| 센트럴 | 센트럴 | 센트럴          |
| 타순   | 수비   | 선수            |
| ------ | ------ | --------------- |
| 1      | (좌)   | 다카다 시게루   |
| 2      | (유)   | 후지타 다이라   |
| 3      | (一)   | 오 사다하루     |
| 4      | (三)   | 나가시마 시게오 |
| 5      | (우)   | D. 로버츠       |
| 6      | (포)   | 다부치 고이치   |
| 7      | (중)   | 야자와 겐이치   |
| 8      | (二)   | 다케가미 시로   |
| 9      | (투)   | 에나쓰 유타카   |

| 퍼시픽 | 퍼시픽 | 퍼시픽            |
| 타순   | 수비   | 선수              |
| ------ | ------ | ----------------- |
| 1      | (三)   | 아리토 미치요     |
| 2      | (二)   | 모토이 미쓰오     |
| 3      | (중)   | 나가이케 도쿠지   |
| 4      | (一)   | 에토 신이치       |
| 5      | (좌)   | 도이 마사히로     |
| 6      | (우)   | 히가시다 마사요시 |
| 7      | (유)   | 사카모토 도시조   |
| 8      | (포)   | 오카무라 고지     |
| 9      | (투)   | 요네다 데쓰야     |

#### 수상 선수
MVP
- 에나쓰 유타카(한신)

### 2차전

#### 스코어
| 팀 | 1 | 2 | 3 | 4 | 5 | 6 | 7 | 8 | 9 | R | H | E |
| 퍼시픽 | 1 | 0 | 0 | 0 | 0 | 0 | 0 | 3 | 0 | 4 | 6 | 0 |
| 센트럴 | 0 | 0 | 0 | 0 | 0 | 0 | 0 | 0 | 0 | 0 | 2 | 0 |
| 승리 투수: 가네다 도메히로(도에이) 패전 투수: 마쓰오카 히로무(야쿠르트) 홈런: 퍼시픽 – 나가이케 도쿠지(한큐·8회 3점) |   |   |   |   |   |   |   |   |   |   |   |   |

#### 출장 선수
| 퍼시픽 | 퍼시픽 | 퍼시픽          |
| 타순   | 수비   | 선수            |
| ------ | ------ | --------------- |
| 1      | (三)   | 아리토 미치요   |
| 2      | (중)   | 하리모토 이사오 |
| 3      | (우)   | 나가이케 도쿠지 |
| 4      | (一)   | 에토 신이치     |
| 5      | (좌)   | G. 올트먼       |
| 6      | (포)   | 노무라 가쓰야   |
| 7      | (二)   | 모토이 미쓰오   |
| 8      | (유)   | 다카하시 히로시 |
| 9      | (투)   | 가네다 도메히로 |

| 센트럴 | 센트럴 | 센트럴            |
| 타순   | 수비   | 선수              |
| ------ | ------ | ----------------- |
| 1      | (중)   | 야자와 겐이치     |
| 2      | (유)   | 후지타 다이라     |
| 3      | (一)   | 오 사다하루       |
| 4      | (三)   | 나가시마 시게오   |
| 5      | (우)   | D. 로버츠         |
| 6      | (좌)   | 후쿠토미 구니오   |
| 7      | (二)   | 구니사다 야스히로 |
| 8      | (포)   | 기마타 다쓰히코   |
| 9      | (투)   | 마쓰오카 히로무   |

#### 수상 선수
MVP
- 나가이케 도쿠지(한큐)

### 3차전

#### 스코어
| 팀 | 1 | 2 | 3 | 4 | 5 | 6 | 7 | 8 | 9 | R | H | E |
| 퍼시픽 | 0 | 2 | 1 | 0 | 0 | 0 | 0 | 0 | 0 | 3 | 7 | 1 |
| 센트럴 | 0 | 0 | 0 | 2 | 0 | 0 | 0 | 0 | 0 | 2 | 2 | 2 |
| 승리 투수: 야마다 히사시(한큐) 패전 투수: 히라마쓰 마사지(다이요) 홈런: 퍼시픽 – 하리모토 이사오(도에이·3회 1점) 센트럴 – 나가시마 시게오(요미우리·4회 2점) |   |   |   |   |   |   |   |   |   |   |   |   |

#### 출장 선수
| 퍼시픽 | 퍼시픽 | 퍼시픽          |
| 타순   | 수비   | 선수            |
| ------ | ------ | --------------- |
| 1      | (一)   | 가토 히데지     |
| 2      | (유)   | 사카모토 도시조 |
| 3      | (우)   | 하리모토 이사오 |
| 4      | (중)   | 도이 마사히로   |
| 5      | (좌)   | G. 올트먼       |
| 6      | (포)   | 노무라 가쓰야   |
| 7      | (三)   | 다카하시 히로시 |
| 8      | (二)   | 오시타 쓰요시   |
| 9      | (투)   | 미나가와 야스오 |

| 센트럴 | 센트럴 | 센트럴          |
| 타순   | 수비   | 선수            |
| ------ | ------ | --------------- |
| 1      | (중)   | 시바타 이사오   |
| 2      | (유)   | 후지타 다이라   |
| 3      | (一)   | 오 사다하루     |
| 4      | (三)   | 나가시마 시게오 |
| 5      | (우)   | 다부치 고이치   |
| 6      | (좌)   | D. 로버츠       |
| 7      | (二)   | 구로에 유키노부 |
| 8      | (포)   | 오야 아키히코   |
| 9      | (투)   | 히라마쓰 마사지 |

#### 수상 선수
MVP
- 가토 히데지(한큐)

## 같이 보기
- 일본 야구 기구
- 일본 프로 야구 올스타전